# 한종희 (기업인)
한종희(韓宗熙, 1962년 3월 15일 ~ 2025년 3월 25일)은 대한민국의 기업인이었다. 삼성전자 대표이사 부회장 등을 지냈다.

## 학력
- 천안고등학교 졸업
- 인하대학교 전자공학과 졸업

## 경력
- 2022년 10월 ~ 2025년 3월 삼성전자 대표이사 부회장 · DX부문장 · 영상디스플레이사업부장 · 생활가전사업부장
- 2022년 3월 ~ 2025년 3월 한국전자정보통신산업진흥회 회장
- 2022년 2월 ~ 2022년 10월 삼성전자 대표이사 부회장 · DX부문장 · 영상디스플레이사업부장
- 2021년 12월 ~ 2022년 2월 삼성전자 DX부문장 · 영상디스플레이사업부장 · 부회장
- 2017년 11월 ~ 2021년 12월 삼성전자 CE부문 영상디스플레이사업부장 · 사장
- 2015년 12월 ~ 2017년 11월 삼성전자 영상디스플레이사업부 개발팀장 · 부사장(연구임원)
- 2014년 8월 ~ 2015년 12월 삼성전자 영상디스플레이사업부 개발실장 · Global운영센터장 · 부사장(연구임원)
- 2013년 12월 ~ 2014년 7월 삼성전자 영상디스플레이사업부 개발실장 · 차세대전략팀장 · 부사장(연구임원)
- 2012년 12월 ~ 2013년 12월 삼성전자 영상디스플레이사업부 상품개발팀장 · 상품기획팀장 · 전무(연구임원)
- 2011년 12월 ~ 2012년 12월 삼성전자 영상디스플레이(VD)사업부 개발실 상품개발팀장 · 전무(연구임원)
- 2009년 1월 ~ 2011년 12월 삼성전자 영상사업부 개발팀 개발2그룹장
- 1988년 1월 ~ 2009년 1월 삼성전자 영상사업부 개발팀